# 聖若瑟教區中學第一校
聖若瑟教區中學第一校，前身是望德學校、望德女子中學，1974年和公進小學和合併為澳門望德公進聯合小學，1979年併入組成「聖若瑟教區中學」。是澳門一所位於澳門半島天主教學校，由天主教澳門教區所設辦的一所提供幼兒教育、小學教育的中文男女私立學校，現為澳門免費公共教育網學校之一。
聖若瑟教區中學第一校現時是聖若瑟教區中學學校網路成員。附設中文幼稚園及中文小學一年級及小學二年級。

## 理念
聖若瑟教區中學第一校的教育理念，是以學子的「人」為本，因而「服務他人」便成為學校的辦學宗旨，務期以聖若瑟為典範培養學生成材，使他們能以實事求是之精神和作風去完善自己，以尊重和接受別人的行事，去服務他人，在與人相處時表現出自信和自尊，對自己不卑，對他人不亢；辦學宗旨是以“己立立人，實事求是”為校訓，發揚互助互愛、實事求是的精神，培植澳門教區公教子弟，傳播基督的信仰，謀求增進澳門居民的福利。

## 歷史

### 創校初期

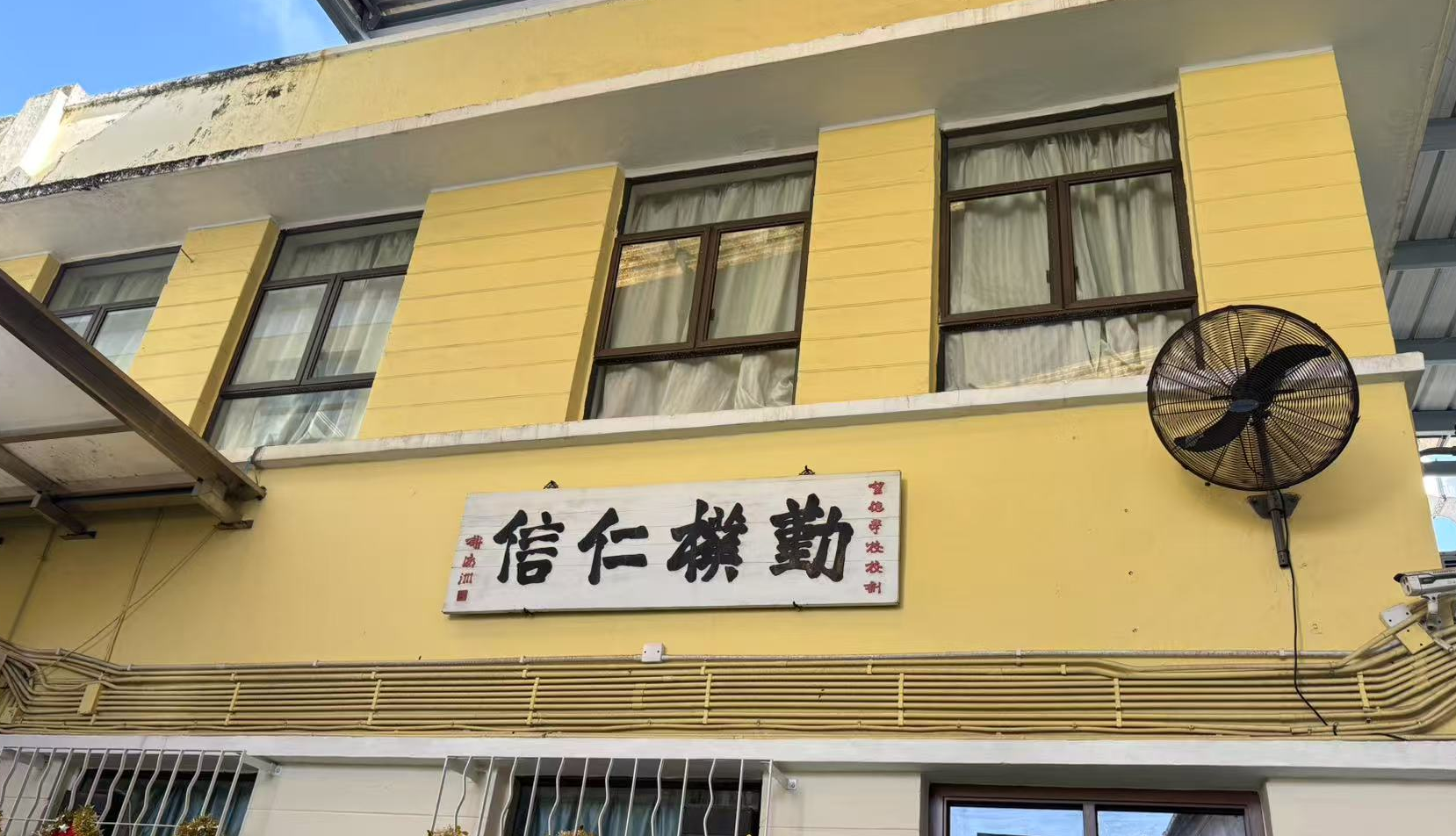
現時校舍仍保留著其前身望德學校之校訓牌匾

民國二十一年(1932年1月1日-1932年12月31日)，澳門望德堂區蒙前廣東省財政廳廳長馮祝萬夫人陳秉卿女士捐贈一筆鉅款，澳門教區望德堂的嚴紹漁神父即向仁慈堂申請在舊麻風院遺址建一所女子中學。1933年，創辦設小學的望德學校，並向廣東省政府教育廳立案。校務進展迅速，
- 1933年，創立望德學校。
- 1934年，增辦初級小學。
- 1935年，增設幼稚園、高級小學、初衱中學，俱獲廣東省教育廳批准，並在同一年易名為澳門望德女子中學。
- 1936年，成立校友會。
- 1937年，日本侵華時，澳門公教進行會決定租用望德中學課室，開辦澳門公進小學於晚間上課。
- 1938年，成立望德女子中學校董會，並呈請廣東省教育廳申辦立案。
- 1940年，立案改隸僑務委員會，同年開辦高中。
- 1945年至1956年，將校樓擴建，並呈請廣東省教育廳設中學立案；
- 1961年，澳門主教邀請耶穌寶血女修會主理望德女子中學校務。[4]
- 1964年，高若瑟樞機主持小聖堂祝聖。

### 合併成澳門望德公進聯合小學
- 1974年，望德小學和公進小學合併為澳門望德公進聯合小學。

### 現在的聖若瑟教區中學第一校
- 1979年，高秉常主教訓令聖若瑟中學與望德中學、真原小學合併。這一學校網絡由五間學校組成，由主教府成立「聖若瑟教區中學督導委員會」督導校政。
- 1979年7月，合併為聖若瑟教區中學，於合併前的「聖若瑟中學」校部編排規律為按教育階段由高至低年級順序排列，併校後原「望德」校舍作為「第一校」開設高中階段課程
- 1981年，青洲第六校（校本部）校舍落成，原屬第一校之高中部遷入上課，此後除了因校舍重建需要等的臨時調動外，第一校至今大致都是開辦中文小幼階段課程。
- 2004年，由於90年代出生率下降引致學生減少，時任校長袁偉明曾有意結束第一校，將第一校與二、三校合併，後受到家長們的反對，第一校才沒有停辦。但在2006年度起，第一校的學生分別到二、三校和第四校上課，以配合日後的擴建發展。
- 2007年開始，為了配合青洲校本部校園清拆，所有幼稚園及小學學生遷到第一校繼續上課。
- 2017年，青洲第六校校舍重建完成，各校部設置趨向穩定，第一校主要負責中文幼稚園及中文小學較低年級（小一及小二）之教學階段，同年加入澳門免費公共教育網
- 2023年起，因第三校逐年開設更多中學年級，第一校相應接辦了更多原屬第三校之小學年級（小三及小四）

## 歷任校長
| 望德女子中學時期 |            |             |                    |  |
| 任次             | 中文名     | 任期        | 備註               |  |
| 1                | 林耀坤     | 1931 - 19?? | 望德學校首任校長   |  |
| 2                | 陳秉卿     |             |                    |  |
| 3                | 陳勵貞     |             |                    |  |
| 4                | 嚴紹漁神父 | 19?? - 1945 |                    |  |
| 5                | 李仲漁神父 | 1945 - 1962 |                    |  |
| 6                | 莫慶如修女 | 1962 - 1964 |                    |  |
| 7                | 朱穗文修女 | 1964 - 1970 |                    |  |
| 8                | 麥顈儀修女 | 1970 - 1974 |                    |  |
| 9                | 謝德權神父 | 1974 - 1979 | 組望德公進聯合小學 |  |

| 望德公進聯合學校時期 |            |             |                          |
| 任次                 | 中文名     | 任期        | 備註                     |
| 1                    | 謝德權神父 | 1974 - 1979 | 澳門望德公進聯合學校校長 |

| 聖若瑟教區中學時期 |            |             |                      |
| 任次               | 中文名     | 任期        | 備註                 |
| 1                  | 羅玉成神父 | 1979 - 1988 | 合併為聖若瑟教區中學 |
| 2                  | 高天予神父 | 1989 - 2000 |                      |
| 3                  | 袁偉明神父 | 2000 - 2004 |                      |
| 4                  | 羅玉成神父 | 2004 - 2017 | 第二次出任校長       |
| 5                  | 李仁傑先生 | 2017 - 2022 |                      |
| 6                  | 吳庭照先生 | 2022 -      | 現任校長             |

| 公進小學時期 |            |             |                        |
| 任次         | 中文名     | 任期        | 備註                   |
| 1            | 盛光運     | 1937 - 1945 | 澳門公進小學           |
| 2            | 鍾榮佳     | 1945 - 1965 |                        |
| 3            | 朱穗文修女 | 1966 - 1966 |                        |
| 4            | 何志仁神父 | 1966 - 1967 |                        |
| 5            | 盛光運     | 1967 - 1974 |                        |
| 6            | 謝德權神父 | 1974 - 1979 | 將公進小學併入望德小學 |

## 校歌
聖若瑟教區中學校歌
|  | 濠鏡喜波平 一片雅歌聲 宏校宇 育群英 育群英 都哉聖若瑟 都哉聖若瑟 大教益昌明 智以廣 德維馨 強體魄 作干城 國土愈安寧 |

## 外部連結
- 澳門聖若瑟教區中學

1. ↑  教育及青年發展局. . 非高等教育學校資料查詢.
2. ↑  教育及青年發展局. . 非高等教育學校資料查詢.
3. ↑  教育及青年發展局. . 教育及青年發展局.
4. ↑  寶血女修會. .   [2021-03-31]. （原始内容存档于2021-02-26）.